# Le Bourg-Dun
Le Bourg-Dun ist eine französische Gemeinde mit 426 Einwohnern (Stand: 1. Januar 2022) im Département Seine-Maritime in der Region Normandie. Sie gehört zum Arrondissement Dieppe und zum Kanton Saint-Valery-en-Caux (bis 2015: Kanton Offranville).

## Geographie
Le Bourg-Dun liegt etwa zwölf Kilometer westsüdwestlich von Dieppe am Fluss Dun. Umgeben wird Le Bourg-Dun von den Nachbargemeinden Saint-Aubin-sur-Mer im Norden, Quiberville im Nordosten, Longueil im Osten, Avremesnil im Südosten, Saint-Pierre-le-Vieux im Süden, La Chapelle-sur-Dun im Westen und Südwesten sowie Sotteville-sur-Mer im Westen und Nordwesten.

## Bevölkerungsentwicklung
| Jahr                      | 1962 | 1968 | 1975 | 1982 | 1990 | 1999 | 2006 | 2013 |
| Einwohner                 | 504  | 514  | 458  | 419  | 481  | 440  | 455  | 419  |
| Quelle: Cassini und INSEE |      |      |      |      |      |      |      |      |

## Sehenswürdigkeiten
- Kirche Notre-Dame, seit 1862 Monument historique
- Kapelle Saint-Julien in Flainville aus dem 14. Jahrhundert, seit 2005 Monument historique
- Herrenhaus von Flainville aus dem 16. Jahrhundert

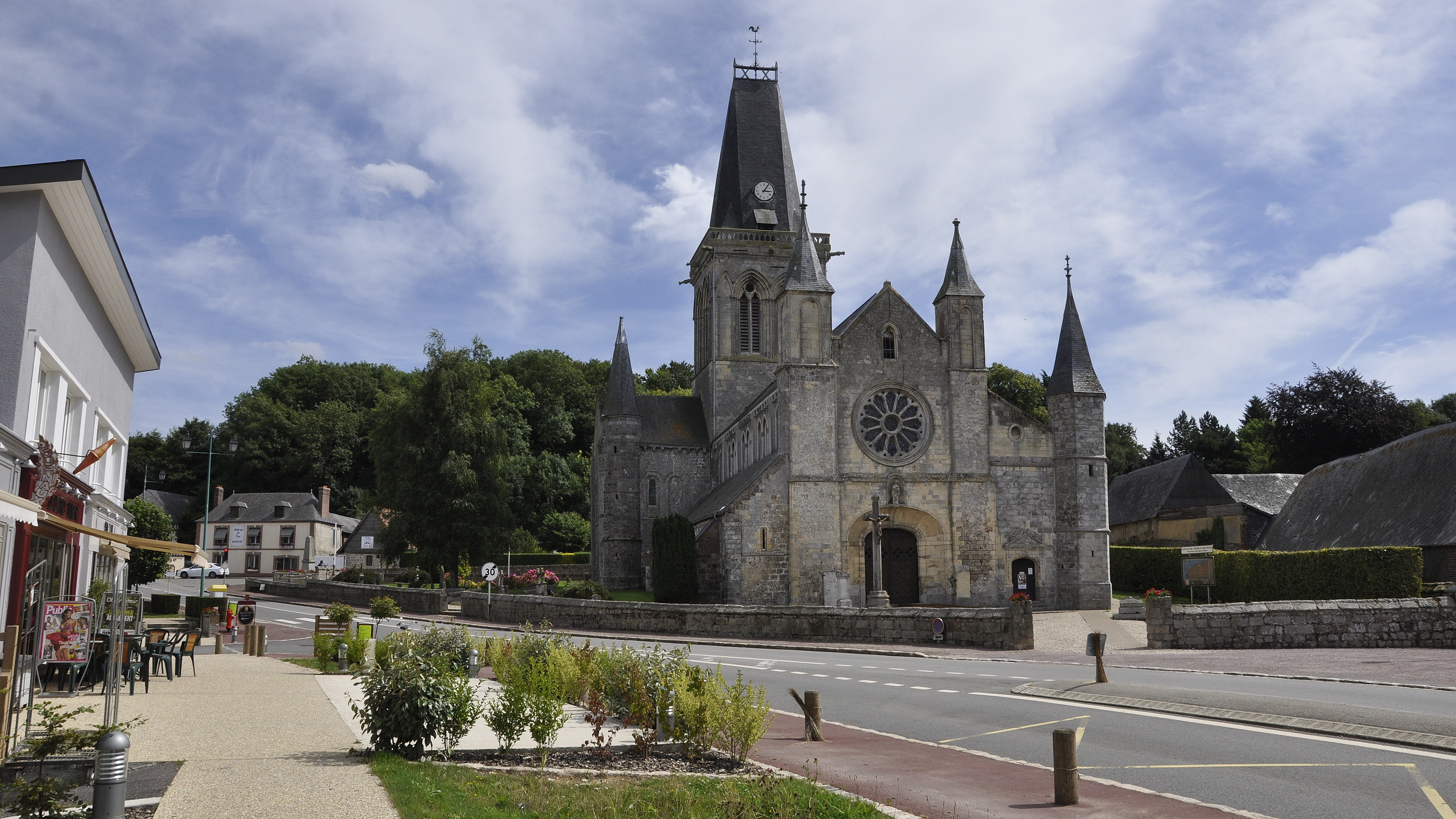
Kirche Notre-Dame
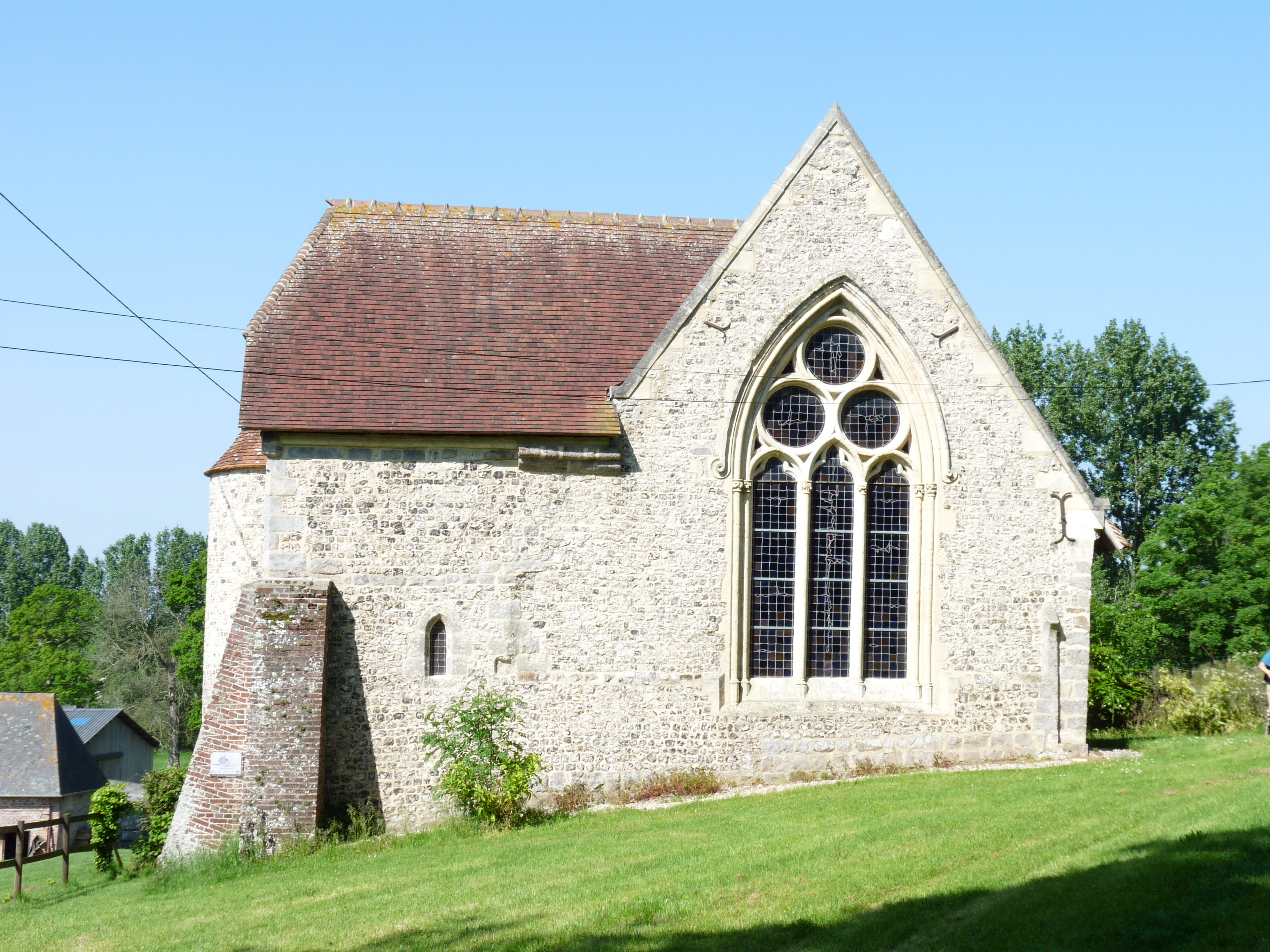
Kapelle Saint-Julien